# Valea Crângului, Prahova
Valea Crângului este o localitate componentă a orașului Urlați din județul Prahova, Muntenia, România.
În Valea Crângului se găsește Casa Domnească , frumoasă construcție zidită în timpul lui Constantin Brâncoveanu.